# ألفونسو ثييل
ألفونسو ثييل (بالإنجليزية: Alfonso Thiele)‏ (و. 1920 – 1986 م) هو سائق فورمولا 1، ومهندس، وسائق سباق من الولايات المتحدة، وإيطاليا، ومملكة إيطاليا، ولد في إسطنبول، توفي في نوفارا، عن عمر يناهز 66 عاماً.